# Shevchénkovskoye (Krasnodar)
Shevchénkovskoye (del ruso: Шевченковское) es un selo del raión de Krylovskaya del krai de Krasnodar de Rusia. Está situado a orillas del río Plóskaya, cerca de su desembocadura en el río Yeya, 22 km al este de Krylovskaya y 170 km al nordeste de Krasnodar, la capital del krai. Tenía 1 281 habitantes en 2010
Es cabeza del municipio Sevchénskovskoye.